# Dietrich der Ältere von Gemmingen
Dietrich der Ältere von Gemmingen, auch Dietrich der Alte oder Dietrich II. (erwähnt ab 1339; † um 1374) ist der gemeinsame Stammvater der beiden Linien Steinegg und Gemmingen des Stamms A (Guttenberg) der Freiherren von Gemmingen. Er hatte zahlreichen Besitz vor allem im Kraichgau.

## Leben
Dietrich von Gemmingen war ein Sohn des Dieter von Gemmingen (erw. 1283–97) und der Mechthild von Talheim. 1339 erscheint er als Bürge in einer Urkunde, in der Bischof Gerhard von Speyer die Rückzahlung einer Leihsumme von 400 Gulden an Zeisolf von Magenheim zusicherte. 1343 erhielt er von Wilhelm von Wunstein, gen. von Kirchhausen, und dessen Brüdern deren Eigenleute in Kirchhausen, Stebbach, Richen und Ittlingen als Pfand für drei Jahre. 1350 besaß Dietrich ein Sechstel des Weinzehnten in Sulzfeld. 1352 empfing Dietrich ein Drittel an der Burg in Gemmingen und den Kirchensatz in Berwangen als Lehen von Dietrich von Bonlanden. 1356 verkauften Hans von Berlichingen und seine Frau Gerde ihren Berlichinger Hof in Rappenau an Dietrich und Dieter von Gemmingen auf Wiedereinlösung in sechs Jahren, ohne dass es zu einem Wiederkauf gekommen wäre. Der Hof kam später an Dieter von Gemmingen. 1358 erwarb Dietrich vom Sinsheimer Abt Eberhard (aus dem Gemminger Ast der Velscher) für 60 Gulden dessen Gut in Stetten. Außerdem erwarb er das Dorf Schafhausen mit allen Rechten.

## Familie

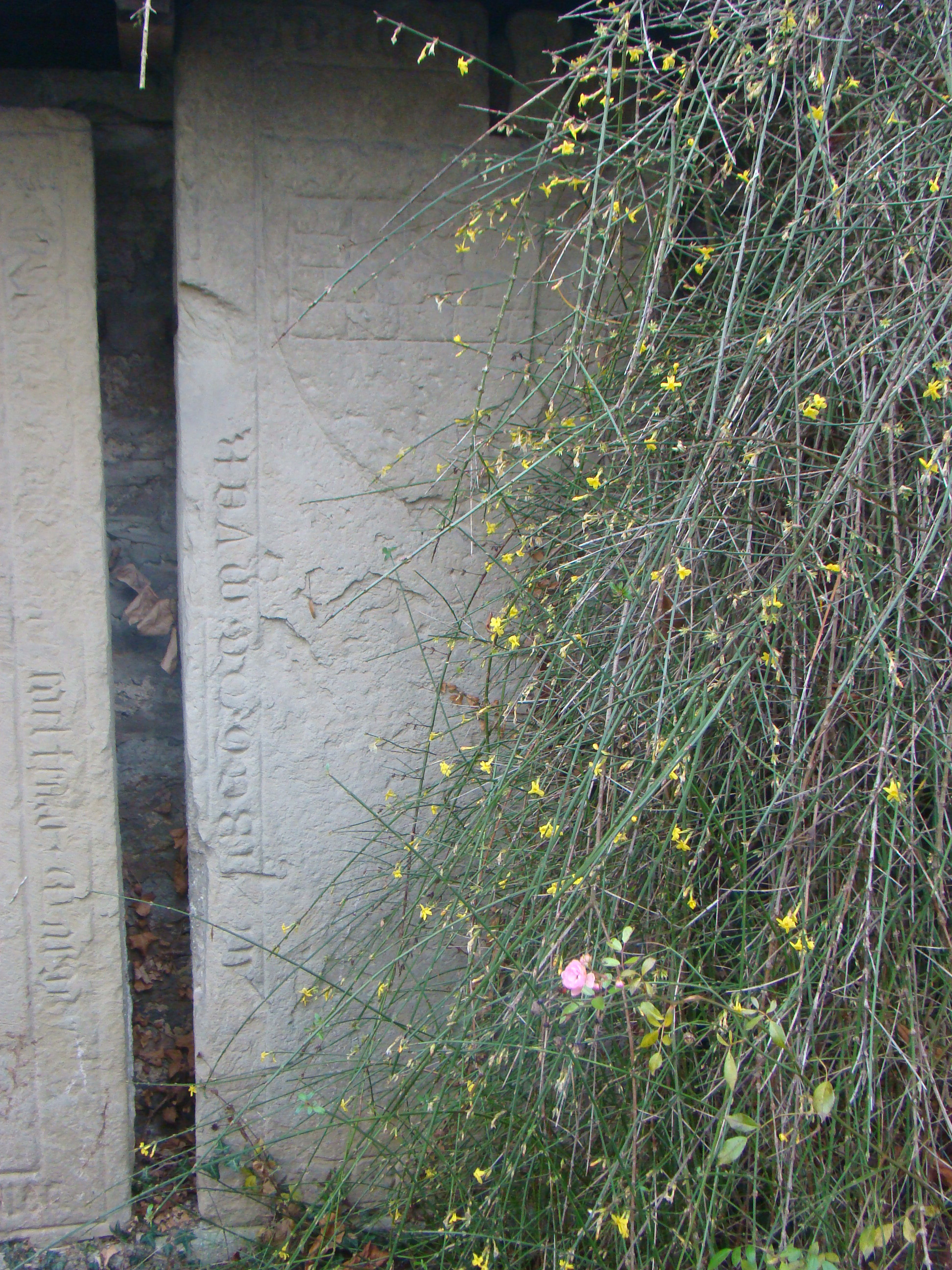
Grabplatte der Elisabeth von Mauer († 1354) im Garten von Schloss Gemmingen

Dietrich war mit Elisabeth von Mauer († 1354) verheiratet. Gemeinsam mit seiner Frau ist Dietrich im Seelbuch des Stifts Wimpfen verzeichnet, wo ihrer auf den Tag des Hl. Benedikt mit einer Messe gedacht wurde.
Die Grabplatte seiner Frau, ursprünglich in der alten Gemminger Kirche, befindet sich heute im Garten des Gemminger Unterschlosses. Es handelt sich dabei um die älteste der zahlreichen dort verwahrten Grabplatten. Die Platte zeigt im oberen Drittel das Mauersche Wappenschild, die Majuskelumschrift benennt die Verstorbene und ihr Todesdatum.
Nachkommen:
- Dietrich (auch Dieter IV. genannt), erwähnt ab 1372, † 1414
- Els, erwähnt ab 1382 als Äbtissin von Kloster Billigheim
- Metz ⚭ Reinhard von Neipperg